# Jan II van Auschwitz
Jan II van Auschwitz (circa 1344/1351 - 19 februari 1376) was van 1372 tot 1376 hertog van Auschwitz. Hij behoorde tot de Silezische tak van het huis Piasten.

## Levensloop
Jan II was de enige zoon van hertog Jan I Scholasticus van Auschwitz en diens onbekende eerste echtgenote. 
In 1372 volgde hij zijn vader op als hertog van Auschwitz. Hij diende echter hertog Przemysław I Noszak van Teschen te erkennen als enige erfgenaam, hoewel Jan II een zoon had die ook Jan heette. Deze latere Jan III was misschien net als zijn grootvader Jan I oorspronkelijk bestemd voor een kerkelijke loopbaan.
Tijdens zijn regering als hertog van Auschwitz had Jan II aanzienlijke financiële moeilijkheden, omdat hij veroordeeld was tot de terugbetaling van de hoge geldsom die zijn vader als scholasticus van Krakau illegaal gekregen had.  
Jan II stierf in 1376, waarna hij werd bijgezet in de Dominicanenkerk van Auschwitz.

## Huwelijk en nakomelingen
In 1366 huwde hij met Hedwig (1351-1385), dochter van hertog Lodewijk I van Brieg. Ze kregen volgende kinderen:
- Jan III (1366-1405), hertog van Auschwitz
- Anna (1366-1440/1454), huwde eerst in 1396 met de Boheemse edelman Půta II van Častolovice en daarna voor 1412 met ene Alexander, die dux was
- Catharina (1367-na 1403)